# Kyōhachi-ryū
Kyōhachi-ryū (京八流, Kinh Bát lưu) là một phái kiếm trong truyền thuyết Nhật Bản và được xem như là thủy tổ của hết thảy tất cả các lưu phái kiếm thuật được truyền đến ngày nay.

## Thành lập
Truyền thuyết cho rằng phái này do Kiichi Hōgan, một Âm Dương sư văn võ song toàn sống vào cuối thời Heian lập nên khi truyền dạy đao pháp cho 8 tăng lữ ở núi Kurama thuộc Kyōto. Cũng có truyền thuyết cho rằng Minamoto no Yoshitsune và nhiều nhân vật nổi tiếng khác trong lịch sử cũng theo học phái kiếm này, nhưng thảy đều không có chứng cứ rõ ràng và đều không thoát ra khỏi khuôn khổ truyền thuyết.
Lại có truyền thuyết cho rằng Kyōhachi-ryū được Yoshioka Kempō Naomoto lập nên. Sau đó, đến cuối thời Chiến quốc, đầu thời Edo thì có Yoshioka Seijūrō, Yoshioka Denshichirō đều là những cao thủ của phái kiếm Kyōhachi-ryū, võ đường Yoshioka và từng tỷ thí với kiếm khách Miyamoto Musashi. Tuy nhiên, phái kiếm Yoshioka-ryū đã tuyệt duyệt và bản thân trận đấu của họ Yoshioka với Miyamoto Musashi cũng không mấy đáng tin xuất hiện trong các thư tịch cổ.

## Kết luận
Ngoài Yoshioka-ryū, phái Kurama-ryū, Chūjō-ryū cũng được cho là bắt nguồn từ Kyōhachi-ryū. Tuy nhiên, tất cả đều không lưu lại chứng cứ rõ ràng nên phái này đang bị xem hoài nghi có tồn tại thực sự hay không. Tuy vậy, Kyōhachi-ryū vẫn là một nguồn cảm hứng, là đề tài mạnh mẽ cho nhiều tác phẩm văn học, giải trí như Manga cho đến ngày nay.